# 極速快感：玩命山道
《极品飞车：生死卡本谷》（又译作，中国大陆又译作）。由美国艺电于2006年11月发售，是极品飞车系列的第十部作品。為《極速快感：全民公敵》的續集，本作融合继承了前几作极品飞车的特色，并引入了新的比赛类型：山道賽。该作支持各主流游戏平台，包括PC和各游戏机、掌机，同时是该系列首部支持PS3、Wii等次世代主机的作品。本作发行了普通版与珍藏版（Collector's Edition）两个版本，后者比前者有更多的车辆、比赛等游戏内容，及一张幕后花絮DVD。
此作的掌机版又名「Own The City」，内容和其他版本不同。

## 游戏玩法
该游戏可选择四个模式：生涯、快速比赛、挑战赛、多人连线游戏模式（已不可用），在生涯模式中玩家可以在地图中自由活动，也可以加入一场场赛事并且成为赛事的冠军，游戏时间设定于夜间。挑战赛模式中，玩家需要在挑战赛事里赢得胜利，以获得额外的车辆改装项目和赛车，此外该作引入车队功能，车队成员可帮助玩家在比赛中得到更大优势。
警察追缉在该作保留，追缉方式也和前作《最高通缉》没有太大变化，但前代的警用直升机在该作被删除。
车辆方面，此作将车辆分为三大类型（改装车、肌肉车、超级跑车），三个等级（1、2、3），等级越高性能越强。但部分车辆只能在快速比赛模式中使用，车辆改装方面，性能改装可以一键安装可用的升级套件，性能调试功能仍然保留，全新的「Autosculpt」功能可以让玩家可以更多元的改装赛车外观，并且玩家还可以改装车队成员的赛车，让他们的车可以为玩家获得更多优势。
游戏地图设定在和前作《全民公敵》的Rockport连贯的Palmont市，该市被两条峡谷包围着，分为七个地区。

## 劇情
本作的故事緊接《全民公敵》，五年前主角在回到帕尔蒙特市（Palmont）的路上开始回忆过去：主角在帕尔蒙特和其餘三名車手在進行一場激烈的競賽，競賽的裁判就是主角的女友尼基（Nikki）。競賽得勝者可以得到一大筆錢，錢就在尼基手中的手提袋裏。而主角的車子是主角的朋友达瑞斯（Darius）借的，就在主角成为冠军前，突然遭遇到警察的襲擊，除主角外另外三名車手的車均被毀壞，剩下三人也被逮捕。尼基拼盡全力把裝有錢的袋塞進主角的车后，主角迅速的駕車逃離現場。但翻開手提袋却發現袋中根本沒有錢而全是一些雜誌。好友达瑞斯告诉主角先用他的車暫時離開這座城市，在外面躲上一陣。就這樣主角才離開了帕尔蒙特市。
五年後 他在回忆往事的时候，未能发现克罗斯警官（Cross）駕車一路追了過來，在逃脫克罗斯的過程中，主角的車撞上一個大貨車，眼看著大貨車上的貨砸下來的時候，克罗斯的車正好撞了過來使得主角的車無法動彈，主角的車毀了。克罗斯從車上下來正欲抓捕主角，突然达瑞斯帶著一幫人來到現場幫主角解圍，尼基也來了，現在尼基作為达瑞斯的手下，現在所有的人都以為是主角拿走了當年競賽的錢。在花了15萬把克罗斯打發走了以後，达瑞斯給了主角一塊藏身地，一輛車，要求主角幫他打天下，就這樣，主角踏上了征服這座城市的路，隨著主角的地盤越來越大，尼基開始感到不解並去找达瑞斯，在和达瑞斯交談的過程中發現达瑞斯在利用主角，她又去找主角的隊員問話，问话后感觉又和达瑞斯那里瞭解的情況不一樣，於是她感覺可能當年的事情可能另有隱情，於是開始了另外的佈局。
果然，隨著主角的地盤的擴大，达瑞斯的陰謀也開始慢慢浮現出來，打敗了三名地頭蛇并且佔領了三塊區域以後，达瑞斯假意慶賀把主角約到城市的一個角落，沒想到克罗斯也在那里，克罗斯把主角放倒在地捆成一團，並奪了他的車鑰匙，意圖抓捕主角让达瑞斯成为城市之王，這時尼基也來了，达瑞斯叫尼基把車子開到他那裏，隨後就離開了，沒想到尼基與克罗斯私下答成了協議，克罗斯眼看著达瑞斯離開後，接著就把鑰匙還給尼基，然後逕自離開了，尼基給主角鬆了綁，告訴主角當年的真相，原來這一切都是达瑞斯在背後一手操縱的。她決定回到主角的陣營內幫助主角報復达瑞斯。达瑞斯接到手下探子的電話，發現主角毫发无损，尼基也背叛了他，驚訝之餘他把之前的三名被打败的地頭蛇集合起來再度挑战主角。
最终，三名地頭蛇發聯名信和主角一戰以圖一血前恥。在再次打败三名地头蛇后，主角和达瑞斯展开最终对决，最後达瑞斯把自己的車鑰匙給予主角後，用朋友的車子離開帕爾蒙特市。主角成功征服了帕爾蒙特市。

## 反响
许多杂志都给本作以于好评，PC Format打出78分，称它“十分迷人，但缺少创新”。IGN给了7.9分，并给PS3和Xbox 360版本打分8.2。附加的评论依然是“缺乏革新”。Gamespot给游戏中增加的电影片段和个性化汽车系统以于好评。 
该作发布之时，许多预先准备添加的新车型:保时捷911 Turbo，谢尔比野马2006款GT500、英菲尼迪G35（日产Skyline V35）等未能添加到游戏中。这引起了部分玩家的不满。随后EA将这些车辆以5美元的价格提供下载，让玩家安装于游戏中。
Windows Vista和Windows 7在1.4补丁发布存在之前兼容性不良的问题，Windows Vista会在显示EA标志后自动退出，Windows 7则是在操作时出现卡顿现象。